# 蝦名賢造
蝦名 賢造（えびな けんぞう、1918年（大正7年）1月22日 - 2009年（平成21年）1月3日）は、日本の海軍軍人、経済学者、伝記作家。専門は財政学。獨協大学名誉教授。

## 経歴
1918年、青森県東津軽郡小湊町で生まれた。旧制巣鴨中学校・浦和高等学校 (旧制)を経て、東京帝国大学経済学部に進学。1941年、繰り上げ卒業。海軍兵科予備学生（1期）として海軍に入隊。連合艦隊司令部附となり、海軍甲事件で負傷した宇垣纏の秘書を務め、『戦藻録』の一部を筆記した。最終階級は海軍大尉。
1945年、巣鴨経済専門学校教授に就いた。1947年、北海道大学法文学部予科専任講師に転じた。1950年、北海道総合開発委員会事務局次長に就任。1962年、学位論文『北海道の総合開発に関する研究 』を北海道大学に提出して経済学博士号を取得。1963年、北海道立総合経済研究所所長に就いた。
1964年、北海学園大学経済学部教授に就任。大学では、北海学園大学開発研究所第2代所長、1968年より北海道学園大学経済学部長を務めた。また、学界では北海道都市学会会長を務めた。
1971年、獨協大学経済学部教授に転じた。同校でも、同教務部長や同図書館長を務めた。1982年、獨協中学校・高等学校校長・学校法人獨協学園理事に就任。1989年、獨協大学を定年退職し、名誉教授となった。その後も、巣鴨学園理事（～2009年）、川村学園女子大学文学部客員講師（～1993年）として教育にあたった。
2009年1月3日午後3時45分、腎不全のため神奈川県三浦市の診療所で死去。

## 著作
著書
- 『最後の特攻機』学術図書出版社 1975[7]
- 『札幌農学校：クラークとその弟子達』学術図書出版社 1980[8]
- 『北海道拓殖・開発経済論』新評論 1983
- 『太平洋戦争に死す：海軍飛行予備将校の生と死』西田書店 1983
- 『新渡戸稲造：日本の近代化と太平洋問題』新評論 1986
- 『経済理論と政策論』啓文社 1987
- 『地域開発研究三五年』新評論 1987
- 『天野貞祐伝』西田書店 1987
- 『死に往く長官：山本五十六と宇垣纒(上下巻) 西田書店 1989

1. 上巻[9]
2. 下巻[10]

- 『死の家の記録：シベリア捕虜収容所四年間の断想』蝦名熊夫著、蝦名賢造編、西田書店 1989[11]
- 『遠藤隆吉伝：巣園の父、その思想と生涯』西田書店 1989[12]
- 『札幌農学校：日本近代精神の源流』新評論 1991[13]
- 『稲葉秀三：激動の日本経済とともに60年』西田書店 1992[14]
- 『生々示修養教本』遠藤隆吉著、蝦名賢造編、西田書店 1992
- 『生々主義哲学』遠藤隆吉著、蝦名賢造編、西田書店 1992
- 『北方のパイオニア』西田書店、1993[15]
- 『戦中、われらが愛』西田書店、1994[16]
- 『イタリア領リビア開発政策史論』高岡熊雄著、蝦名賢造編、学校法人北海学園 1995[17]
- 『畑井新喜司の生涯：日本近代生物学のパイオニア』西田書店 1995[18]
- 『石館守三伝：勇ましい高尚なる生涯』新評論 1997[19]
- 『隅谷三喜男：学問・信仰・人生』西田書店 1998[20]
- 『時計台の鐘：高岡熊雄回想録』高岡熊雄著、蝦名賢造編、西田書店 1998[21]
- 『硬教育：巣鴨学園の教育精神』西田書店 1998[22]
- 『海軍予備学生』中央公論新社 1999[23]
- 『聖隷福祉事業団の源流：浜松バンドの人々』評論、1999[24]
- 『札幌市の都市形成と一極集中』西田書店 2000[25]
- 『最後の特攻機：覆面の総指揮官宇垣纏』中央公論新社 2000[26]
- 『北海道牛づくり百二十五年：町村敬貴と町村農場』西田書店 2000[27]
- 『日本橋の近江商人：柳屋外池宇兵衛寅松家の四〇〇年』新評論 2001[28]
- 『OD版 新渡戸稲造：日本の近代化と太平洋』新評論 2002[29]
- 『札幌農学校・北海道大学百二十五年：クラーク精神の継承と北大中興の祖・杉野目晴貞』西田書店 2003[30]
- 『いかなる星の下に』新評論 2004[31]
- 『北海道大学の父佐藤昌介伝：その勇ましく高尚なる生涯』西田書店 2007[32]